# Bandigere, Chamarajanagar
Bandigere là một làng thuộc tehsil Chamarajanagar, huyện Chamarajanagar, bang Karnataka, Ấn Độ.